# Baileyton (Tennessee)
Pour les articles homonymes, voir Baileyton.
Baileyton est une municipalité américaine située dans le comté de Greene au Tennessee.
Lors du recensement de 2010, sa population est de 431 habitants. La municipalité s'étend sur 1,68 milles carrés (4,35 km2).
Fondée en 1776, la localité est d'abord nommée Laurel Gap. Elle est renommée l'honneur des frères Claudius et Thomas P. Bailey. Elle devient une municipalité en 1915.